# Segundo Gobierno Armengol
El Segundo Gobierno Armengol  fue la composición del gobierno de las Islas Baleares desde el 2 de julio de 2019 hasta el 10 de julio de 2023, durante la X legislatura del Parlamento de las Islas Baleares. Fue presidido por Francina Armengol.

## Historia
Después de que el PSOE quedase como primera fuerza en el Parlamento de las Islas Baleares tras las elecciones del 26 de mayo de 2019, Francina Armengol fue investida como Presidente del Gobierno de las Islas Baleares y gracias a los votos del Podemos y Més per Mallorca en el Parlamento. La composición del Segundo Gobierno Armengol comenzó el 2 de julio de 2023.
| Candidato                     | Fecha                                                   | Voto       |    |    |   |   |   |   |   |   | Gent per Formentera | Total |
| ----------------------------- | ------------------------------------------------------- | ---------- | -- | -- | - | - | - | - | - | - | ------------------- | ----- |
| Francina Armengol (PSIB-PSOE) | 27 de junio de 2019 Mayoría requerida: Absoluta (30/59) | Sí         | 19 |    | 6 |   | 4 |   |   | 2 | 1                   | 32/59 |
| Francina Armengol (PSIB-PSOE) | 27 de junio de 2019 Mayoría requerida: Absoluta (30/59) | No         |    | 16 |   | 5 |   | 3 |   |   |                     | 24/59 |
| Francina Armengol (PSIB-PSOE) | 27 de junio de 2019 Mayoría requerida: Absoluta (30/59) | Abstención |    |    |   |   |   |   | 3 |   |                     | 3/59  |

## Composición
El gabinete del ejecutivo consistía en la Presidenta Francina Armengol y once consejeros. El PSIB ocupaba siete consejerías, mientras Podemos y MES por Mallorca ocupaban dos respectivamente.
| ← Segundo Gobierno de Francina Armengol → (2 de julio de 2019-10 de julio de 2023)                       | ← Segundo Gobierno de Francina Armengol → (2 de julio de 2019-10 de julio de 2023)                       | ← Segundo Gobierno de Francina Armengol → (2 de julio de 2019-10 de julio de 2023)           | ← Segundo Gobierno de Francina Armengol → (2 de julio de 2019-10 de julio de 2023) |
| --- | --- | -------------------------------------------------------------------------------------------- | ---------------------------------------------------------------------------------- |
| Partido político                                                                                         | | Partido Socialista de las Islas Baleares                                                     | Partido Socialista de las Islas Baleares                                           |
| Partido político                                                                                         | Unidas Podemos                                                                                           |                                                                                              |                                                                                    |
| Partido político                                                                                         | Més per Mallorca                                                                                         |                                                                                              |                                                                                    |
| Presidencia                                                                                              | |                                                                                              |                                                                                    |
| Presidenta del Gobierno de las Islas Baleares                                                            | | Francesca Lluch Armengol i Socias 2 de julio de 2019-19 de junio de 2023                     |                                                                                    |
| Presidenta del Gobierno de las Islas Baleares                                                            | María Asunción Jacoba Pía de la Concha García-Mauriño (Interina) 19 de junio de 2023-10 de julio de 2023 |                                                                                              |                                                                                    |
| Vicepresidencia                                                                                          | |                                                                                              |                                                                                    |
| Vicepresidencia del Gobierno                                                                             | | Juan Pedro Yllanes Suárez 2 de julio de 2019-10 de julio de 2023                             |                                                                                    |
| Consejerías                                                                                              | |                                                                                              |                                                                                    |
| Presidencia, Función Pública e Igualdad                                                                  | | Pilar Costa Serra 2 de julio de 2019-13 de febrero de 2021                                   |                                                                                    |
| Presidencia, Función Pública e Igualdad                                                                  | Mercedes Garrido Rodríguez 13 de febrero de 2021-10 de julio de 2023                                     |                                                                                              |                                                                                    |
| Hacienda y Relaciones Exteriores                                                                         | | Rosario Sánchez Grau 2 de julio de 2019-10 de julio de 2023                                  |                                                                                    |
| Modelo Económico, Turismo y Trabajo                                                                      | | Iago Negueruela Vázquez 2 de julio de 2019-10 de julio de 2023                               |                                                                                    |
| Transición Energética, Sectores Productivos y Memoria Democrática                                        | | Juan Pedro Yllanes Suárez 2 de julio de 2019-10 de julio de 2023                             |                                                                                    |
| Asuntos Sociales y Deportes                                                                              | | Josefina Santiago Rodríguez 2 de julio de 2019-10 de julio de 2023                           |                                                                                    |
| Administraciones Públicas y Modernización (2019-2021) Fondos Europeos, Universidad y Cultura (2021-2023) | | Isabel Castro Fernández 2 de julio de 2019-13 de febrero de 2021                             |                                                                                    |
| Administraciones Públicas y Modernización (2019-2021) Fondos Europeos, Universidad y Cultura (2021-2023) | Miquel Company Pons 13 de febrero de 2021-10 de julio de 2023                                            |                                                                                              |                                                                                    |
| Educación y Formación Profesional                                                                        | | Martí Xavier March Cerdà 2 de julio de 2019-10 de julio de 2023                              |                                                                                    |
| Salud y Consumo                                                                                          | | Patricia Gómez Picard 2 de julio de 2019-10 de julio de 2023                                 |                                                                                    |
| Agricultura, Pesca y Alimentación                                                                        | | María Asunción Jacoba Pía de la Concha García-Mauriño 2 de julio de 2019-10 de julio de 2023 |                                                                                    |
| Medio Ambiente y Territorio                                                                              | | Miquel Mir Gual 2 de julio de 2019-10 de julio de 2023                                       |                                                                                    |
| Movilidad y Vivienda                                                                                     | | Marc Pons Pons 2 de julio de 2019-13 de febrero de 2021                                      |                                                                                    |
| Movilidad y Vivienda                                                                                     | Josep Marí Ribas 13 de febrero de 2021-10 de julio de 2023                                               |                                                                                              |                                                                                    |